# Hilal Altınbilek
Hilal Altınbilek (* 11. Februar 1991 in Izmir) ist eine türkische Schauspielerin und Model.

## Leben und Karriere
Altınbilek wurde am 11. Februar 1991 in Izmir geboren. Ihre Familie mütterlicherseits ist kroatischer Abstammung. Väterlicherseits ist ihre Familie albanischer Abstammung. Bereits in der Grundschule interessierte sie sich für das Schauspiel. Während ihres Studiums an der Ege Üniversitesi begann sie mit der Schauspielerei. Zwischen 2009 und 2010 setzte sie ihr Studium an der Müjdat Gezen Art Center fort. Ihr Debüt gab sie 2011 in der Fernsehserie Derin Sular. Ihren Durchbruch hatte sie 2013 in Karagül. 2016 tauchte sie in der Serie Hayatımın Aşkı auf. Von 2018 bis 2022 spielte sie in der Serie Bir Zamanlar Çukurova die Hauptrolle. Ihre nächste Hauptrolle bekam sie in dem Kinofilm Çocuklar Sana Emanet.

## Filmografie
Filme
- 2018: Çocuklar Sana Emanet

Serien
- 2011: Derin Sular
- 2013–2016: Karagül
- 2016: Hayatımın Aşkı
- 2018–2022: Bir Zamanlar Çukurova